# 小沼克行
小沼 克行（こぬま かつゆき、1955年（昭和30年）8月14日 - ）は、埼玉県春日部市大字粕壁出身で鏡山部屋に所属した元大相撲力士。本名同じ。身長180cm、体重134kg。得意手は左四つ、寄り。自己最高位は東前頭9枚目（1976年（昭和51年）5月場所）。通称・北の湖二世。

## 来歴・人物
埼玉県立草加高等学校を中退後、角界入り。1971年（昭和46年）7月、元横綱・柏戸が興した鏡山部屋より初土俵を踏んだ。角界入りの動機は、以前より柏戸に心酔していたことであった。
なお、高校在学時までは、砲丸投げやサッカーなどを得意としていた。
入門当初から期待され、着々と番付を上げていった。
1975年（昭和50年）7月場所にて、同部屋の先輩である安達（後の前頭筆頭・蔵玉錦）と同時に十両へ昇進。彼と共に鏡山部屋初の関取として話題となり、「北の湖二世」と呼ばれて将来を嘱望された。
その後、1976年（昭和51年）3月場所、弱冠20歳で新入幕を果たした。その場所では勝ち越し、当時の相撲記者が口を揃えて「将来の横綱候補」と評したほどであった。翌5月場所でも期待されたが、同場所3日目の青葉城戦で足首関節を骨折して休場し、その後遺症からその後幕下にまで陥落した。
この怪我に関しては、対戦相手の青葉城も本人と同じ位苦しんだという。当時発行された勁文社の少年向け相撲百科には青葉城の欄で、「小沼を休場に追い込んだことを悔やんで気落ちし、成績が伸び悩んでいる」と紹介されていた。
以後は十両まで復帰したが再入幕は果たせず、1978年（昭和53年）3月場所前には低迷の影響で師匠との関係が悪化したことで力士のシンボルである髷を切ってしまい、ザンバラ髪のまま十両の土俵を務めた。
だが、同年11月場所後、怪我に加えて3月場所前から表面化していた師匠との不仲が限界に達したことから、23歳で廃業した。
なお、十両・幕内昇進とも昭和30年代（1955年～1964年）生まれの力士としては千代の富士に次ぐ2番目のスピード昇進であった。
その後は、故郷の春日部市にて割烹料理店「八勝亭」を経営していた。
後年になって師匠（元・柏戸）との仲は改善されたといい、自身の結婚式に出席を頼んだ際に師匠夫妻が喜んで承諾して式典後に上機嫌で帰ったことを契機に、部屋関係者との交流も再開したとされている。

## 主な戦績
- 通算成績：195勝151敗66休　勝率.564
- 幕内成績：10勝9敗11休　勝率.526
- 現役在位：44場所
- 幕内在位：2場所
- 各段優勝
  - 十両優勝：1回（1976年1月場所）

### 場所別戦績
| | 一月場所 初場所（東京）  | 三月場所 春場所（大阪）   | 五月場所 夏場所（東京） | 七月場所 名古屋場所（愛知） | 九月場所 秋場所（東京） | 十一月場所 九州場所（福岡） |
| --- | ------------------------ | ------------------------- | ----------------------- | --------------------------- | ----------------------- | --------------------------- |
| 1971年 （昭和46年） | x                        | x                         | x                       | （前相撲）                  | 西序ノ口3枚目 5–2       | 東序二段52枚目 6–1          |
| 1972年 （昭和47年） | 西序二段2枚目 休場 0–0–7 | 西序二段46枚目 休場 0–0–7 | 西序二段90枚目 6–1      | 西序二段25枚目 5–2          | 西三段目71枚目 3–4      | 東序二段2枚目 6–1           |
| 1973年 （昭和48年） | 西三段目33枚目 4–3       | 西三段目22枚目 4–3        | 西三段目15枚目 5–2      | 東幕下52枚目 4–3            | 東幕下43枚目 4–3        | 東幕下38枚目 5–2            |
| 1974年 （昭和49年） | 西幕下20枚目 1–6         | 西幕下41枚目 5–2          | 西幕下20枚目 5–2        | 東幕下10枚目 4–3            | 東幕下8枚目 4–3         | 東幕下6枚目 4–3             |
| 1975年 （昭和50年） | 東幕下5枚目 5–2          | 東幕下2枚目 4–3           | 東幕下筆頭 6–1          | 東十両11枚目 8–7            | 東十両10枚目 7–8        | 東十両11枚目 9–6            |
| 1976年 （昭和51年） | 東十両5枚目 優勝 11–4    | 東前頭14枚目 9–6          | 東前頭9枚目 1–3–11      | 西十両5枚目 休場 0–0–15     | 西十両5枚目 休場 0–0–15 | 東幕下2枚目 3–4             |
| 1977年 （昭和52年） | 西幕下6枚目 4–3          | 東幕下4枚目 4–3           | 東幕下3枚目 4–3         | 東十両13枚目 9–6            | 東十両9枚目 8–7         | 西十両5枚目 8–7             |
| 1978年 （昭和53年） | 西十両2枚目 3–8–4        | 東十両9枚目 4–11          | 東幕下3枚目 3–4         | 西幕下7枚目 3–4             | 西幕下13枚目 2–5        | 西幕下34枚目 引退 0–0–7     |
| 各欄の数字は、「勝ち-負け-休場」を示す。 優勝 引退 休場 十両 幕下 三賞：敢=敢闘賞、殊=殊勲賞、技=技能賞 その他：★=金星 番付階級：幕内 - 十両 - 幕下 - 三段目 - 序二段 - 序ノ口 幕内序列：横綱 - 大関 - 関脇 - 小結 - 前頭（「#数字」は各位内の序列） |                          |                           |                         |                             |                         |                             |

### 幕内対戦成績
| 力士名 | 勝数 | 負数 | 力士名 | 勝数 | 負数 | 力士名   | 力士名 | 勝数 | 負数   | 力士名 | 勝数 | 負数 |
| ------ | ---- | ---- | ------ | ---- | ---- | -------- | ------ | ---- | ------ | ------ | ---- | ---- |
| 青葉城 | 0    | 1    | 青葉山 | 1    | 0    | 大鷲     | 0      | 1    | 魁輝   | 1      | 0    |      |
| 北瀬海 | 0    | 1    | 麒麟児 | 1    | 0    | 琴乃富士 | 0      | 1    | 金剛   | 1      | 0    |      |
| 玉輝山 | 1    | 0    | 栃東   | 0    | 1    | 金城     | 1      | 0    | 羽黒岩 | 0      | 1(1) |      |
| 二子岳 | 1    | 0    | 双津竜 | 0    | 1    | 豊山     | 1      | 0    | 琉王   | 1      | 0    |      |
| 若獅子 | 0    | 1    | 若三杉 | 0    | 1    |          |        |      |        |        |      |      |